# Форарльберг
Форарльберг (нім. Vorarlberg) — федеральна земля на заході Австрії. Столиця — Брегенц, найбільше місто — Дорнбірн, інші міста: Гоенемс, Фельдкірх і Блуденц.
Населення — 360 тис. осіб (8-е місце серед земель Австрії; дані на 2004 рік).
Межує з Німеччиною, Швейцарією та Ліхтенштейном, сусідня федеральна земля — Тіроль.

## Географія
Площа федеральної землі становить 2601 км².

## Адміністративний поділ
Форальберг розділено на 4 округи:
- Брегенц
- Дорнбірн
- Фельдкірх
- Блуденц

## Історія
В часи Римської імперії Форарльберг входив до складу провінції Реція. З початком Великого переселення народів ці землі заселили алемани, одне з германських племен. З усіх сучасних австрійських територій Форарльберг першим потрапив під владу франків у 748 році. До середини XIII століття на цій території існувало 5 незалежних графств, найвпливовішими з володарів яких були Монфорти. В 1525 році Форарльберг перейшов під владу Габсбургів.